# Francisco de Paula Mateus
Francisco de Paula Mateus (Ramiriquí, 1835-Bogotá, 1919) fue un abogado colombiano.  

## Biografía
Egresado de la Universidad del Rosario y fue miembro de la Convención Nacional de Rionegro. 
En 1863, en representación del Estado Soberano de Cundinamarca, contribuyó en la Asamblea Nacional Constituyente de la época, y la inmediatamente posterior, la del año 1886; de igual forma, fue Representante a la Cámara, Presidente de ésta, Senador y, Presidente del Senado. Tiempo después, ejerció como diplomático en Italia, Francia y Nicaragua y, como Ministro de Relaciones Exteriores (canciller), ello, durante el gobierno de José Manuel Marroquín. Murió en Bogotá, en 1919.